# 夏尔梅特

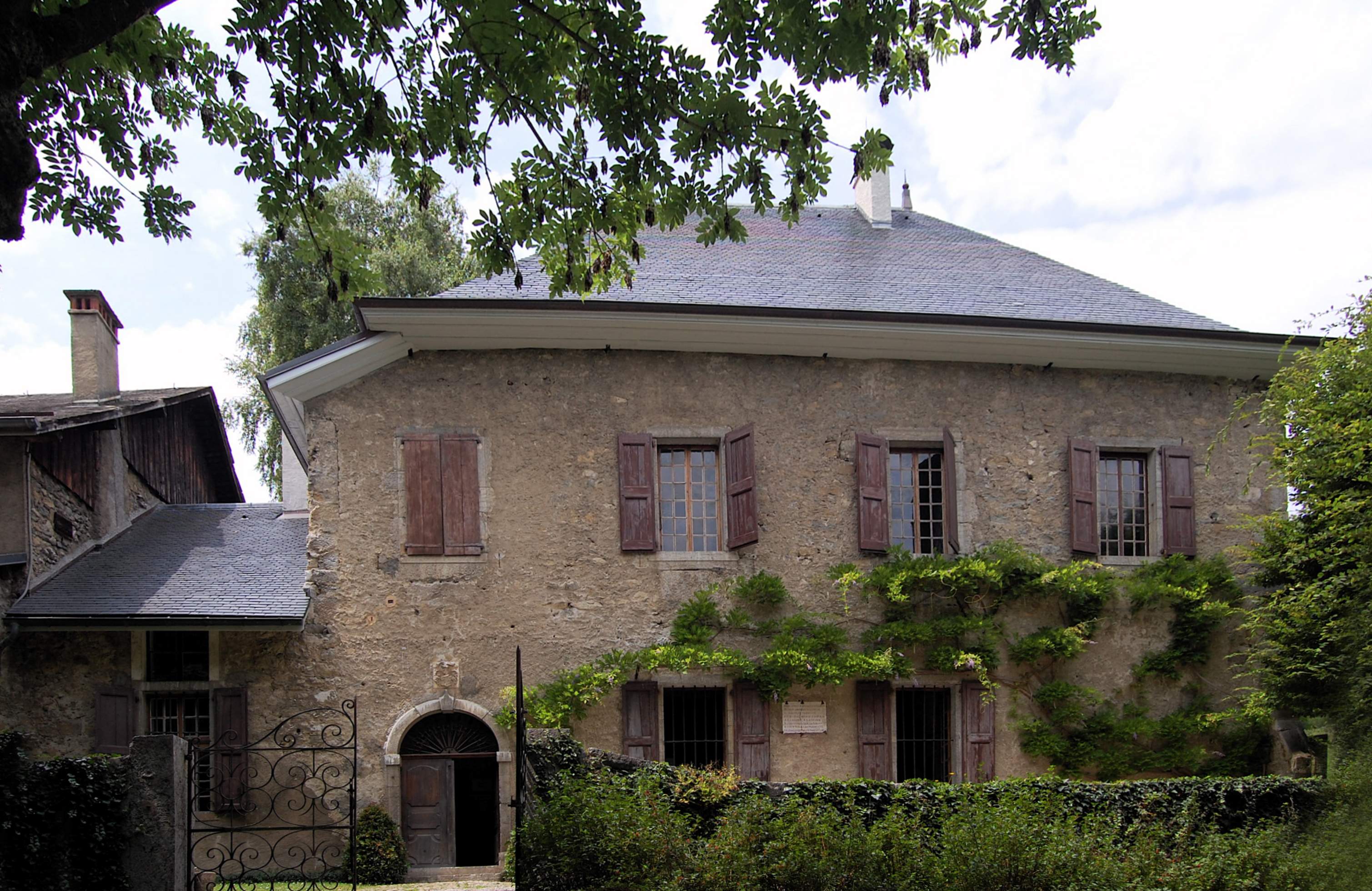
夏尔梅特

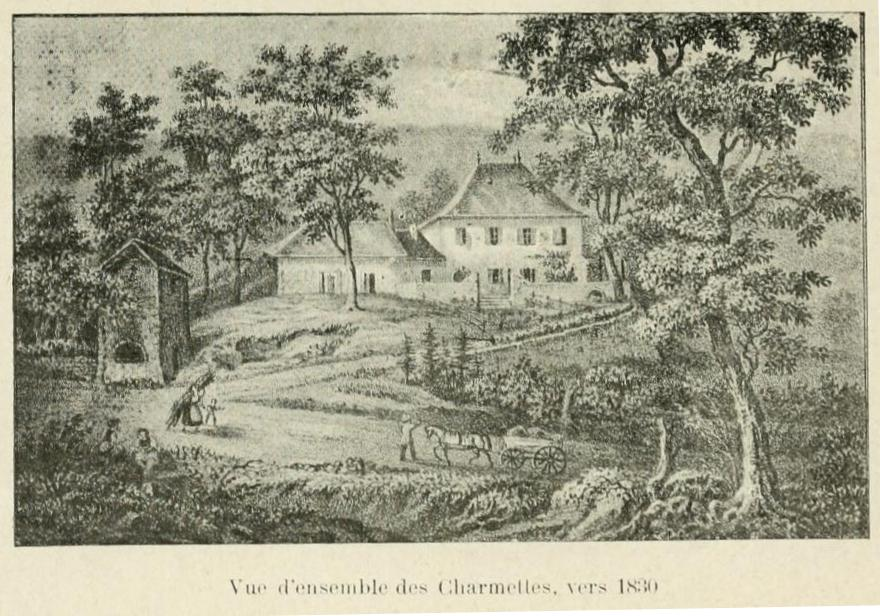
夏尔梅特，1830年

夏尔梅特（Les Charmettes）是一个作家故居博物馆，位于法国奥弗涅-罗讷-阿尔卑斯大区萨瓦省尚贝里附近，是哲学家让-雅克·卢梭（1712-1778）的故居。

## 历史
1728年，16岁的让-雅克·卢梭逃离瑞士日内瓦的钟表作坊，与情妇兼导师华伦夫人一起逃走。他们最初居住在阿讷西，然后搬到尚贝里。卢梭亲切地称比他大13岁的华伦夫人为“妈妈”。1736年夏天，卢梭和“妈妈”搬进夏尔梅特这座乡村住宅。夏尔梅特地处树木繁茂的山谷，在卢梭的《忏悔录》中占据显著位置，称为“我一生中短暂的幸福时光”，发展了他对自然和朴素乡村生活的热爱。 在法国大革命和随后的浪漫主义时期，夏尔梅特成为卢梭革命思想的象征，吸引了 乔治·桑和阿尔方斯·德·拉马丁这样的文学和政治名人。1905年，法国政府将夏尔梅特列为历史古迹。这座房子现在是一座博物馆，向公众开放。